# Шрайер, Петер (дизайнер)
Петер Шрайер (нем. Peter Schreyer; род. 1953, Бад-Райхенхалль) — немецкий автомобильный дизайнер, художник.

## Биография
С 1975 года по 1979 год учился промышленному дизайну в Мюнхенском университете прикладных наук. Уже студентом работал в дизайнерском бюро компании Audi в Ингольштадте. В 1980 году закончил Королевский колледж искусств в Лондоне, где позднее, в 2007 году, удостоился степени почётного доктора.
С 1979 года по 2001 работал в концерне Volkswagen, главным образом, на компанию Audi.
С 2006 года — главный дизайнер в компании Kia Motors. Один из трёх президентов компании Kia с декабря 2012 года. С января 2013 года — директор дизайн-центра всей Hyundai Motor Group (Hyundai-KIA).
В ноябре 2013 года удостоен престижной награды «Почётного золотого руля» (Honorary Golden Steering Wheel) за выдающиеся достижения в автомобильной промышленности.
С 1 ноября 2018 года ушёл на пенсию, оставив за собой пост консультанта по дизайну концерна Hyundai Motor Group.

## Работы
- прототип Audi quattro spyder (1991) (вместе с Эрвином Химмелем)
- Audi TT (1995)
- VW Passat B5 (1996)
- VW Golf IV (1997)
- Audi A6 C5 (1997)
- VW New Beetle (один из дизайнеров) (1998)
- Audi A2 (1999)
- Kia pro cee’d (2007)
- прототип Kia KEE (2007)
- прототип Kia excee’d (2008)
- Kia Magentis (2008)
- Kia Sorento (2009)